# Mirni (Saràtov)
|  | Per a altres significats, vegeu «Mirni». |

Mirni (en rus: Мирный) és un poble (un possiólok) de l'óblast de Saràtov, a Rússia, segons el cens del 2010 tenia 328 habitants. Pertany al districte municipal de Petrovsk.